# Klára Csíkné
Klára Csíkné, född den 5 augusti 1947 i Kiskunhalas, Ungern, är en ungersk handbollsspelare.
Hon tog OS-brons i damernas turnering i samband med de olympiska handbollstävlingarna 1976 i Montréal.